# Réserve spéciale de Marotandrano
La réserve spéciale de Marotandrano est une aire naturelle protégée au Nord de Madagascar, à la limite des régions de Sofia et  de Alaotra Mangoro.

## Géographie
Elle se situe à 250 km d'Antsohihy, 42 km de Mandritsara et 10 km de Marotandrano et s'étend sur 42 200 ha.

## Fauna
On y trouve douze espèces de lémuriens, 104 espèces d’oiseaux (dont 56 endémiques), 19 espèces d'amphibiens et 16 espèces de reptiles.
De plus, on a recensé dans la réserve 11 espèces d'insectivores et de rongeurs dont 10 endémiques.

## Accueil
Un bureau d'accueil se situe au nord de la réserve.
Sur les circuits, la réserve dispose d'aires de camping et de gîtes d'étapes avec un confort moyen.

## À voir aussi
- Cascade d'Ambodisatrana de 60m, à 5 km de la réserve.